# Филиппотис, Димитриос
Димитриос Филиппотис (греч. Δημήτριος Ζ. Φιλιππότης,  Тинос, 1839 — Афины, 28 ноября 1919) — один из самых значительных греческих скульпторов конца XIX — начала XX веков.

## Биография
Родился в селе Пиргос, на острове Тинос, в семье самоучки скульптора и архитектора Захарии Филлипотиса. Его отец построил несколько храмов, среди которых был и Монастырь святого Павла на Афоне, в строительстве которого Димитриос Филиппотис принял участие в возрасте 13 лет.
Первые уроки скульптуры Филиппотис получил у своего отца, после чего продолжил учёбу в Риме. По возвращении в Грецию работал в основном в Афинах. Как скульптор Филлипотис внёс более лёгкую тематику в греческую скульптуру, которая до него характеризовалась приверженностью к классицизму. 
Темой значительного числа его работ является повседневная жизнь простых людей. Многие его скульптуры находятся под открытым небом греческой столицы: 
- Ребёнок с виноградом на площади Конституции (Площадь Синтагма),
- Ксилотравстис (греч. «ломающий древо»- напротив Олимпийского стадиона),
- Маленький рыбак у дворца Заппейон,
- Жнец, Продавщица плодов
- Артемида с собакой в саду больницы ΚΑΤ в афинском районе Кифисия,
- 2 льва у лестницы к вилле Казули в Кифисии и другие.

Его работы также находятся в  Национальной галерее, в Муниципальной галерее Афин, на Первом афинском кладбище и на кладбище Пирея на его родном острове Тинос (Музей новой греческой скульптуры), а также на площадях и в храмах других городов Греции.
Многие из его потомков также стали скульпторами, а один из них, скульптор Стратис Филиппотис написал книгу о своём предке.